# Helen & Joseph
Helen & Joseph was een Maltees muziekduo.

## Biografie
Het duo bestond uit Helen Micallef en Joseph Cutajar. Ze zijn vooral bekend vanwege deelname aan het Eurovisiesongfestival 1972. Met L'imħabba konden ze evenwel geen potten breken: ze eindigden op de laatste plek. Hierna gingen Helen en Joseph elk hun eigen weg. Helen waagde zich in 1992 nog eenmaal aan deelname aan de Maltese preselectie voor het Eurovisiesongfestival, zonder succes.
1971: Joe Grech · 
1972: Helen & Joseph · 
1975: Renato · 
1991: Paul Giordimaina & Georgina · 
1992: Mary Spiteri · 
1993: William Mangion · 
1994: Chris & Moira · 
1995: Mike Spiteri · 
1996: Miriam Christine · 
1997: Debbie Scerri · 
1998: Chiara · 
1999: Times Three · 
2000: Claudette Pace · 
2001: Fabrizio Faniello · 
2002: Ira Losco · 
2003: Lynn Chircop · 
2004: Julie & Ludwig · 
2005: Chiara · 
2006: Fabrizio Faniello · 
2007: Olivia Lewis · 
2008: Morena · 
2009: Chiara · 
2010: Thea Garrett · 
2011: Glen Vella · 
2012: Kurt Calleja · 
2013: Gianluca Bezzina · 
2014: Firelight · 
2015: Amber · 
2016: Ira Losco · 
2017: Claudia Faniello · 
2018: Christabelle · 
2019: Michela · 
2021: Destiny Chukunyere · 
2022: Emma Muscat · 
2023: The Busker · 
2024: Sarah Bonnici · 
2025: Miriana Conte